# Coralliochytrium
Coralliochytrium är ett släkte av svampar. Coralliochytrium ingår i ordningen Chytridiales, klassen Chytridiomycetes, divisionen pisksvampar och riket svampar.
|                  | Endochytriaceae                                |
|                  |                                                |
|                  | Cladochytriaceae                               |
|                  |                                                |
|                  | Chytridiaceae                                  |
|                  |                                                |
|                  | Synchytriaceae                                 |
|                  |                                                |
|                  | Dictyomorpha                                   |
|                  |                                                |
|                  | Plasmophagus                                   |
|                  |                                                |
|                  | Myiophagus                                     |
|                  |                                                |
|                  | Dermomycoides                                  |
|                  |                                                |
|                  | Sagittospora                                   |
|                  |                                                |
|                  | Rhizosiphon                                    |
|                  |                                                |
|                  | Mucophilus                                     |
|                  |                                                |
|                  | Ichthyochytrium                                |
|                  |                                                |
|                  | Septolpidium                                   |
|                  |                                                |
|                  | Rhizidiocystis                                 |
|                  |                                                |
| Coralliochytrium | \| \| Coralliochytrium scherffelii \| \| \| \| |
|                  | \| \| Coralliochytrium scherffelii \| \| \| \| |
|                  | Trematophlyctis                                |
|                  |                                                |
|                  | Achlyogeton                                    |
|                  |                                                |
|                  | Achlyella                                      |
|                  |                                                |
|                  | Coralliochytrium scherffelii                   |
|                  |                                                |

|  | Coralliochytrium scherffelii |
|  |                              |